# Cifrario Beale
Il Cifrario Beale è considerato uno dei grandi enigmi crittografici ancora irrisolti. Si compone di una serie di tre messaggi lasciati nel 1822 da Thomas J. Beale ad un amico, con l'impegno di leggerli solo se non fosse tornato, che condurrebbero a un favoloso tesoro sepolto nella Contea di Bedford, in Virginia (Stati Uniti d'America). Il primo messaggio indicherebbe il luogo del tesoro, il secondo la descrizione ed il terzo i nomi dei compagni di Beale.
I messaggi sono composti da una sequenza di numeri e si è compreso che la chiave di lettura è posta in tre libri. I numeri in questione indicano pagine e posizione delle lettere da trovare, una volta unite tutte le singole lettere si ha il messaggio completo. Finora è stato interpretato solo il secondo, a partire dalla Dichiarazione di indipendenza degli Stati Uniti. Gli altri due sono tuttora irrisolti.

## Storia
Nel 1817 Thomas Jefferson Beale ed il suo gruppo di 30 uomini seguivano una ricca mandria di bisonti a circa 400 chilometri a nord di Santa Fe. Si accamparono per la notte in una zona relativamente protetta, forse un fossato, quando la luce del fuoco fece brillare qualcosa nelle rocce circostanti: oro in abbondanza. Per oltre un anno e mezzo Beale e gli altri scavarono oro e argento in gran quantità.
Nel novembre 1819, fecero ritorno in Virginia e seppellirono mezza tonnellata d'oro e quasi due d'argento in una fossa poco profonda. Due anni dopo Beale vi aggiunse un'altra tonnellata d'oro, mezza tonnellata d'argento e gioielli. Poi ripartì e non tornò mai più.
Lasciò però una cassetta ad un oste verso il quale riponeva fiducia per la sua onestà: Robert Morris. Le istruzioni allegate vincolavano l'oste a non aprire la cassetta consentendogli di farlo solo se per dieci anni Beale non avesse fatto ritorno. Promise anche di mandargli via posta nel frattempo la chiave per risolvere il cifrario ma questa non arrivò mai, facendo ipotizzare che forse Beale morì prima dell'invio. Quando Morris molti anni dopo aprì la cassetta, trovò dei fogli coperti di numeri e due lettere, indirizzate a lui. Vi si raccontava la storia della scoperta dell'oro e lo esortava a dividere il tesoro in 31 parti uguali: una per se stesso e le altre per i suoi compagni o il parente più stretto ancora in vita. I fogli con i numeri spiegavano i nomi dei compagni e dove fosse nascosto e composto il tesoro ed erano stati cifrati dato che si presupponeva che Beale stesso avrebbe recuperato il tesoro o avrebbe fatto in modo da fargli pervenire la chiave.
Dopo aver tentato senza successo di decifrare il tutto Morris decine di anni dopo cedette tutto a un amico il quale riuscì a decrittare il secondo messaggio: la chiave del documento numero due era nella Dichiarazione di indipendenza degli Stati Uniti. Beale aveva numerato ogni parola da 1 a 1322 e aveva usato quel numero come equivalente di cifra per la prima lettera della parola.
Costui alla fine rese le lettere e i testi cifrati pubblici, apparentemente via Jas (James?) B Ward, in un libello del 1885 intitolato The Beale Papers.
Ward quindi non sarebbe l'amico che decifrò il secondo messaggio, la figura stessa di quest'ultimo è oscura e non è rintracciabile nei registri locali, tranne per il fatto che qualcuno con quel nome era il proprietario della casa nella quale Sarah Morris, identificata come la moglie di Robert Morris (l'oste), morì all'età di 77 anni, quindi può darsi che egli dopo tutto fosse l'amico responsabile della decifrazione. Non ci sono spiegazioni sulla circostanza che portò alla soluzione del secondo testo, facendo pensare che forse il solutore disponesse di informazioni aggiuntive ora andate perse.
Per risolvere gli altri due crittogrammi si è provato in tutte le maniere: testi giuridici, la Bibbia, libri in lingua straniera, Shakespeare ma tutto questo non portò a nulla. Nel 1964 il dottor Carl Hammer di Washington programmò elaborati testi statistici per visualizzare le caratteristiche e le singolarità del crittogramma. Analizzò la distribuzione dei numeri, le somme e schemi matematici. Tutto ciò confermò solo che il documento numero uno è stato cifrato con lo stesso sistema del secondo. Ma Hammer non ha risolto il crittogramma.
Stando al preambolo, se qualcuno un giorno riuscirà a risolverli diventerà molto ricco, sempre che il tesoro sia ancora al suo posto.

## Il testo

### Prima parte
Il luogo del tesoro
71, 194, 38, 1701, 89, 76, 11, 83, 1629, 48, 94, 63, 132, 16, 111, 95, 84, 341, 975, 14, 40, 64, 27, 81, 139, 213, 63, 90, 1120, 8, 15, 3, 126, 2018, 40, 74, 758, 485, 604, 230, 436, 664, 582, 150, 251, 284, 308, 231, 124, 211, 486, 225, 401, 370, 11, 101, 305, 139, 189, 17, 33, 88, 208, 193, 145, 1, 94, 73, 416, 918, 263, 28, 500, 538, 356, 117, 136, 219, 27, 176, 130, 10, 460, 25, 485, 18, 436, 65, 84, 200, 283, 118, 320, 138, 36, 416, 280, 15, 71, 224, 961, 44, 16, 401, 39, 88, 61, 304, 12, 21, 24, 283, 134, 92, 63, 246, 486, 682, 7, 219, 184, 360, 780, 18, 64, 463, 474, 131, 160, 79, 73, 440, 95, 18, 64, 581, 34, 69, 128, 367, 460, 17, 81, 12, 103, 820, 62, 110, 97, 103, 862, 70, 60, 1317, 471, 540, 208, 121, 890, 346, 36, 150, 59, 568, 614, 13, 120, 63, 219, 812, 2160, 1780, 99, 35, 18, 21, 136, 872, 15, 28, 170, 88, 4, 30, 44, 112, 18, 147, 436, 195, 320, 37, 122, 113, 6, 140, 8, 120, 305, 42, 58, 461, 44, 106, 301, 13, 408, 680, 93, 86, 116, 530, 82, 568, 9, 102, 38, 416, 89, 71, 216, 728, 965, 818, 2, 38, 121, 195, 14, 326, 148, 234, 18, 55, 131, 234, 361, 824, 5, 81, 623, 48, 961, 19, 26, 33, 10, 1101, 365, 92, 88, 181, 275, 346, 201, 206, 86, 36, 219, 324, 829, 840, 64, 326, 19, 48, 122, 85, 216, 284, 919, 861, 326, 985, 233, 64, 68, 232, 431, 960, 50, 29, 81, 216, 321, 603, 14, 612, 81, 360, 36, 51, 62, 194, 78, 60, 200, 314, 676, 112, 4, 28, 18, 61, 136, 247, 819, 921, 1060, 464, 895, 10, 6, 66, 119, 38, 41, 49, 602, 423, 962, 302, 294, 875, 78, 14, 23, 111, 109, 62, 31, 501, 823, 216, 280, 34, 24, 150, 1000, 162, 286, 19, 21, 17, 340, 19, 242, 31, 86, 234, 140, 607, 115, 33, 191, 67, 104, 86, 52, 88, 16, 80, 121, 67, 95, 122, 216, 548, 96, 11, 201, 77, 364, 218, 65, 667, 890, 236, 154, 211, 10, 98, 34, 119, 56, 216, 119, 71, 218, 1164, 1496, 1817, 51, 39, 210, 36, 3, 19, 540, 232, 22, 141, 617, 84, 290, 80, 46, 207, 411, 150, 29, 38, 46, 172, 85, 194, 39, 261, 543, 897, 624, 18, 212, 416, 127, 931, 19, 4, 63, 96, 12, 101, 418, 16, 140, 230, 460, 538, 19, 27, 88, 612, 1431, 90, 716, 275, 74, 83, 11, 426, 89, 72, 84, 1300, 1706, 814, 221, 132, 40, 102, 34, 868, 975, 1101, 84, 16, 79, 23, 16, 81, 122, 324, 403, 912, 227, 936, 447, 55, 86, 34, 43, 212, 107, 96, 314, 264, 1065, 323, 428, 601, 203, 124, 95, 216, 814, 2906, 654, 820, 2, 301, 112, 176, 213, 71, 87, 96, 202, 35, 10, 2, 41, 17, 84, 221, 736, 820, 214, 11, 60, 760.

### Seconda parte
La descrizione
115, 73, 24, 807, 37, 52, 49, 17, 31, 62, 647, 22, 7, 15, 140, 47, 29, 107, 79, 84, 56, 239, 10, 26, 811, 5, 196, 308, 85, 52, 160, 136, 59, 211, 36, 9, 46, 316, 554, 122, 106, 95, 53, 58, 2, 42, 7, 35, 122, 53, 31, 82, 77, 250, 196, 56, 96, 118, 71, 140, 287, 28, 353, 37, 1005, 65, 147, 807, 24, 3, 8, 12, 47, 43, 59, 807, 45, 316, 101, 41, 78, 154, 1005, 122, 138, 191, 16, 77, 49, 102, 57, 72, 34, 73, 85, 35, 371, 59, 196, 81, 92, 191, 106, 273, 60, 394, 620, 270, 220, 106, 388, 287, 63, 3, 6, 191, 122, 43, 234, 400, 106, 290, 314, 47, 48, 81, 96, 26, 115, 92, 158, 191, 110, 77, 85, 197, 46, 10, 113, 140, 353, 48, 120, 106, 2, 607, 61, 420, 811, 29, 125, 14, 20, 37, 105, 28, 248, 16, 159, 7, 35, 19, 301, 125, 110, 486, 287, 98, 117, 511, 62, 51, 220, 37, 113, 140, 807, 138, 540, 8, 44, 287, 388, 117, 18, 79, 344, 34, 20, 59, 511, 548, 107, 603, 220, 7, 66, 154, 41, 20, 50, 6, 575, 122, 154, 248, 110, 61, 52, 33, 30, 5, 38, 8, 14, 84, 57, 540, 217, 115, 71, 29, 84, 63, 43, 131, 29, 138, 47, 73, 239, 540, 52, 53, 79, 118, 51, 44, 63, 196, 12, 239, 112, 3, 49, 79, 353, 105, 56, 371, 557, 211, 505, 125, 360, 133, 143, 101, 15, 284, 540, 252, 14, 205, 140, 344, 26, 811, 138, 115, 48, 73, 34, 205, 316, 607, 63, 220, 7, 52, 150, 44, 52, 16, 40, 37, 158, 807, 37, 121, 12, 95, 10, 15, 35, 12, 131, 62, 115, 102, 807, 49, 53, 135, 138, 30, 31, 62, 67, 41, 85, 63, 10, 106, 807, 138, 8, 113, 20, 32, 33, 37, 353, 287, 140, 47, 85, 50, 37, 49, 47, 64, 6, 7, 71, 33, 4, 43, 47, 63, 1, 27, 600, 208, 230, 15, 191, 246, 85, 94, 511, 2, 270, 20, 39, 7, 33, 44, 22, 40, 7, 10, 3, 811, 106, 44, 486, 230, 353, 211, 200, 31, 10, 38, 140, 297, 61, 603, 320, 302, 666, 287, 2, 44, 33, 32, 511, 548, 10, 6, 250, 557, 246, 53, 37, 52, 83, 47, 320, 38, 33, 807, 7, 44, 30, 31, 250, 10, 15, 35, 106, 160, 113, 31, 102, 406, 230, 540, 320, 29, 66, 33, 101, 807, 138, 301, 316, 353, 320, 220, 37, 52, 28, 540, 320, 33, 8, 48, 107, 50, 811, 7, 2, 113, 73, 16, 125, 11, 110, 67, 102, 807, 33, 59, 81, 158, 38, 43, 581, 138, 19, 85, 400, 38, 43, 77, 14, 27, 8, 47, 138, 63, 140, 44, 35, 22, 177, 106, 250, 314, 217, 2, 10, 7, 1005, 4, 20, 25, 44, 48, 7, 26, 46, 110, 230, 807, 191, 34, 112, 147, 44, 110, 121, 125, 96, 41, 51, 50, 140, 56, 47, 152, 540, 63, 807, 28, 42, 250, 138, 582, 98, 643, 32, 107, 140, 112, 26, 85, 138, 540, 53, 20, 125, 371, 38, 36, 10, 52, 118, 136, 102, 420, 150, 112, 71, 14, 20, 7, 24, 18, 12, 807, 37, 67, 110, 62, 33, 21, 95, 220, 511, 102, 811, 30, 83, 84, 305, 620, 15, 2, 108, 220, 106, 353, 105, 106, 60, 275, 72, 8, 50, 205, 185, 112, 125, 540, 65, 106, 807, 188, 96, 110, 16, 73, 32, 807, 150, 409, 400, 50, 154, 285, 96, 106, 316, 270, 205, 101, 811, 400, 8, 44, 37, 52, 40, 241, 34, 205, 38, 16, 46, 47, 85, 24, 44, 15, 64, 73, 138, 807, 85, 78, 110, 33, 420, 505, 53, 37, 38, 22, 31, 10, 110, 106, 101, 140, 15, 38, 3, 5, 44, 7, 98, 287, 135, 150, 96, 33, 84, 125, 807, 191, 96, 511, 118, 440, 370, 643, 466, 106, 41, 107, 603, 220, 275, 30, 150, 105, 49, 53, 287, 250, 208, 134, 7, 53, 12, 47, 85, 63, 138, 110, 21, 112, 140, 485, 486, 505, 14, 73, 84, 575, 1005, 150, 200, 16, 42, 5, 4, 25, 42, 8, 16, 811, 125, 160, 32, 205, 603, 807, 81, 96, 405, 41, 600, 136, 14, 20, 28, 26, 353, 302, 246, 8, 131, 160, 140, 84, 440, 42, 16, 811, 40, 67, 101, 102, 194, 138, 205, 51, 63, 241, 540, 122, 8, 10, 63, 140, 47, 48, 140, 288.

#### Decrittazione seconda parte
(Estratto 2 decodificato)

### Terza parte
I compagni
317, 8, 92, 73, 112, 89, 67, 318, 28, 96, 107, 41, 631, 78, 146, 397, 118, 98, 114, 246, 348, 116, 74, 88, 12, 65, 32, 14, 81, 19, 76, 121, 216, 85, 33, 66, 15, 108, 68, 77, 43, 24, 122, 96, 117, 36, 211, 301, 15, 44, 11, 46, 89, 18, 136, 68, 317, 28, 90, 82, 304, 71, 43, 221, 198, 176, 310, 319, 81, 99, 264, 380, 56, 37, 319, 2, 44, 53, 28, 44, 75, 98, 102, 37, 85, 107, 117, 64, 88, 136, 48, 154, 99, 175, 89, 315, 326, 78, 96, 214, 218, 311, 43, 89, 51, 90, 75, 128, 96, 33, 28, 103, 84, 65, 26, 41, 246, 84, 270, 98, 116, 32, 59, 74, 66, 69, 240, 15, 8, 121, 20, 77, 80, 31, 11, 106, 81, 191, 224, 328, 18, 75, 52, 82, 117, 201, 39, 23, 217, 27, 21, 84, 35, 54, 109, 128, 49, 77, 88, 1, 81, 217, 64, 55, 83, 116, 251, 269, 311, 96, 54, 32, 120, 18, 132, 102, 219, 211, 84, 150, 219, 275, 312, 64, 10, 106, 87, 75, 47, 21, 29, 37, 81, 44, 18, 126, 115, 132, 160, 181, 203, 76, 81, 299, 314, 337, 351, 96, 11, 28, 97, 318, 238, 106, 24, 93, 3, 19, 17, 26, 60, 73, 88, 14, 126, 138, 234, 286, 297, 321, 365, 264, 19, 22, 84, 56, 107, 98, 123, 111, 214, 136, 7, 33, 45, 40, 13, 28, 46, 42, 107, 196, 227, 344, 198, 203, 247, 116, 19, 8, 212, 230, 31, 6, 328, 65, 48, 52, 59, 41, 122, 33, 117, 11, 18, 25, 71, 36, 45, 83, 76, 89, 92, 31, 65, 70, 83, 96, 27, 33, 44, 50, 61, 24, 112, 136, 149, 176, 180, 194, 143, 171, 205, 296, 87, 12, 44, 51, 89, 98, 34, 41, 208, 173, 66, 9, 35, 16, 95, 8, 113, 175, 90, 56, 203, 19, 177, 183, 206, 157, 200, 218, 260, 291, 305, 618, 951, 320, 18, 124, 78, 65, 19, 32, 124, 48, 53, 57, 84, 96, 207, 244, 66, 82, 119, 71, 11, 86, 77, 213, 54, 82, 316, 245, 303, 86, 97, 106, 212, 18, 37, 15, 81, 89, 16, 7, 81, 39, 96, 14, 43, 216, 118, 29, 55, 109, 136, 172, 213, 64, 8, 227, 304, 611, 221, 364, 819, 375, 128, 296, 1, 18, 53, 76, 10, 15, 23, 19, 71, 84, 120, 134, 66, 73, 89, 96, 230, 48, 77, 26, 101, 127, 936, 218, 439, 178, 171, 61, 226, 313, 215, 102, 18, 167, 262, 114, 218, 66, 59, 48, 27, 19, 13, 82, 48, 162, 119, 34, 127, 139, 34, 128, 129, 74, 63, 120, 11, 54, 61, 73, 92, 180, 66, 75, 101, 124, 265, 89, 96, 126, 274, 896, 917, 434, 461, 235, 890, 312, 413, 328, 381, 96, 105, 217, 66, 118, 22, 77, 64, 42, 12, 7, 55, 24, 83, 67, 97, 109, 121, 135, 181, 203, 219, 228, 256, 21, 34, 77, 319, 374, 382, 675, 684, 717, 864, 203, 4, 18, 92, 16, 63, 82, 22, 46, 55, 69, 74, 112, 134, 186, 175, 119, 213, 416, 312, 343, 264, 119, 186, 218, 343, 417, 845, 951, 124, 209, 49, 617, 856, 924, 936, 72, 19, 28, 11, 35, 42, 40, 66, 85, 94, 112, 65, 82, 115, 119, 233, 244, 186, 172, 112, 85, 6, 56, 38, 44, 85, 72, 32, 47, 63, 96, 124, 217, 314, 319, 221, 644, 817, 821, 934, 922, 416, 975, 10, 22, 18, 46, 137, 181, 101, 39, 86, 103, 116, 138, 164, 212, 218, 296, 815, 380, 412, 460, 495, 675, 820, 952.

## Verità o mistificazione?
È in atto un considerevole dibattito se i due testi cifrati rimanenti siano veri o si tratti di bufale.
Nel 1934, il Dr. Clarence Williams, un ricercatore della biblioteca del Congresso dichiarò: "Per me, la storia dell'opuscolo ha tutti gli elementi del falso [...] Non c'è nessuna prova tranne la parola dell'autore del libello che attesti il fatto che abbia mai avuto queste carte".
Inoltre, la storia presenta diverse incongruenze e si basa quasi interamente su prove di circostanza e dicerie. Molti crittografi hanno anche dichiarato che i due crittogrammi restanti hanno caratteristiche statistiche che suggeriscono il fatto che non si tratti realmente della crittografia di un testo inglese. Alcuni hanno anche dibattuto sul perché Beale avrebbe dovuto prendersi la briga di scrivere tre differenti testi cifrati (con almeno due chiavi, se non cifrari) per quello che essenzialmente sarebbe un messaggio unico. È spesso stato detto, in diverse maniere, che l'intera storia appare troppo implausibile per essere vera. Ulteriori dubbi vengono dal fatto che alcuni hanno osservato che l'uso anacronistico di alcuni termini inglesi (per esempio le parole "stampede" e "improvise", non riscontrate prima degli anni 40 del XIX secolo) nelle lettere indicano che le stesse non siano state composte prima di quel periodo e non nei primi anni 20 come affermato dalla storia. Un altro punto interessante, a detta di alcuni, è che proprio il secondo messaggio, quello contenente le informazioni sulla consistenza del tesoro, è stato l'unico a essere decifrato. Secondo questi, questa coincidenza potrebbe essere un gesto deliberato atto a incoraggiare la decifrazione degli altri due testi, solo per scoprire alla fine che si tratta di una burla.
Un'ultima perplessità, di natura tecnica, la riserva il terzo cifrario: piuttosto breve, specialmente considerando che dovrebbe contenere le informazioni dei parenti di trenta individui. Alcuni hanno suggerito che possa essere un cifrario valido, ma contenente in realtà nessuna informazione rilevante, dimostrandosi semplicemente, una volta decrittato, un messaggio burla di qualche tipo.
Nonostante tutto, ci sono stati molti tentativi di risolvere i cifrari rimanenti; la maggior parte delle volte sono stati usati altri testi storici come chiave (per esempio, la Magna Carta, vari libri della Bibbia, la Costituzione degli Stati Uniti e la Virginia Royal Charter). Risolvere il cifrario può dipendere dal caso (come, per esempio, sbagliando l'interpretazione di una chiave, sempre che gli ultimi due messaggi siano basati sul cifrario di un libro) quindi anche i migliori criptoanalisti che hanno provato a risolverlo non sono approdati a nulla. C'è anche da considerare il fatto che Beale potrebbe avere usato un documento scritto da sé stesso per ciascuna o entrambe le chiavi rendendo quindi inutile ogni tentativo.

### Thomas J. Beale è esistito?
Una ricerca nei registri dell'U.S. Census del 1810 ha rivelato che a quei tempi esistevano due persone con quel nome, in Connecticut e nel New Hampshire. Comunque, a quei tempi, mancavano completamente dagli elenchi dell'U.S. Census i dati di sette stati, un territorio, il Distretto di Columbia e diciotto delle contee della Virginia. L'U.S. Census del 1820 aveva due persone chiamate Thomas Beale, in Louisiana e Tennessee, e un Thomas K. Beale in Virginia. Ma continuavano a mancare completamente i dati degli abitanti di tre stati e un territorio.
C'è anche da dire, inoltre, che prima del 1850 l'U.S. Census registrava solo i nomi dei capifamiglia e gli altri elementi venivano solo conteggiati. In pratica, qualora fosse esistito, Beale avrebbe potuto vivere in casa di qualcuno e quindi non risultare negli elenchi.